# Winter Games
Winter Games (Jogos de Inverno, em tradução livre) é um jogo eletrônico multi-esportivo desenvolvido e publicado pela Epyx na América do Norte e pela U.S. Gold na Europa, baseado nos Jogos Olímpicos de Inverno.
O jogo foi apresentado como carnaval multi-esportivo chamado "Epyx Winter Games" (não havendo nenhuma licença oficial do COI) com até oito jogadores cada um escolhendo uma pais para representar, e então revezando-se nas competições dos vários eventos  em busca das medalhas.

## Jogabilidade
Neste jogo, cada jogador tem direito a escolher um dos esportes do jogo. O jogo permite que o jogador participa de um dos esportes em sequências, também permite escolher alguns eventos, apenas um evento e/ou praticar um evento. 
Os oito esporte disponíveis são:
- Esqui alpino
- Salto de esqui
- Biatlo
- Trenó
- Patinação artística
- Patinação de velocidade
- Trenó (horizontal)
- Esqui acrobático (neste jogo, o esporte é chamada de "Hot Dog Aerial")

## Recepção
O jogo foi avaliado em 1988 na revista Dragon #132 por Hartley, Patricia, e Kirk Lesser na coluna "The Role of Computers", "O Papel dos Computadores" em português. Os avaliadores deram ao jogo 3 estrelas e meia de um total de cinco e comentaram que a melhor versão do jogo é a de Commodore 64.